# Шелухин, Николай Прокофьевич

Бюст в сквере Славы в Орске

Никола́й Проко́фьевич Шелу́хин (11 декабря 1922, Львовка — 14 октября 1969, Орск, Оренбургская область) — лейтенант Советской армии, участник Великой Отечественной войны, Герой Советского Союза (1944). Командир роты автоматчиков 737-го стрелкового полка 206-й стрелковой дивизии 47-й армии Воронежского фронта.

## Биография
Родился 11 декабря 1922 года в селе Львовка (ныне — Аркадакского района Саратовской области). Русский. В 1939 году поступил в Астраханский речной техникум, где окончил 2 полных курса, а с января 1942 года, не закончив обучение (с 3-го курса) был мобилизован в Красную Армию. По сокращённой программе окончил Астраханское военное пехотное училище.
С октября 1942 года до конца войны сражался в составе войск Воронежского и 1-го Украинского фронтов, занимая должности командира стрелкового взвода и роты. Принимал участие в Острогожско-Россошанской наступательной операции, Курской битве, освобождении Левобережной Украины, Польши, Чехословакии, в разгроме врага на его собственной территории, в боях 2 раза тяжело ранен — 15 января 1943 года под Острогожском и 23 октября 1943 года в районе города Канева, при форсировании реки Днепр, где за проявленный героизм 3 июня 1944 года лейтенанту Шелухину Николаю Прокофьевичу присвоено звание Героя Советского Союза с вручением ордена Ленина и медали «Золотая Звезда» (№ 9003).
В марте 1944 года, выписавшись из госпиталя с инвалидностью, демобилизован из армии, но осенью этого же года вновь добровольно ушёл на фронт, где сражался до конца войны.
В 1946 году демобилизован по состоянию здоровья в запас. В 1952 году окончил Ташкентский институт инженеров железнодорожного транспорта, работал инженером локомотивного депо станции Орск. Скончался 14 октября 1969 года, похоронен в Орске.

## Награды
- Герой Советского Союза (1944);
- орден Ленина (1944);
- орден Отечественной войны 1-й степени (1945);
- орден Красной Звезды (1943);
- медали[1].

## Память
Именем Героя назван теплоход и улица в Орске.